# Бочино (Мордовия)
Бочино — поселок в составе  Пурдошанского сельского поселения Темниковского района Республики Мордовия.

## География
Находится на расстоянии примерно 28 километров на северо-восток от районного центра города Темников.

## История
Упоминается с 1914 года, когда он был учтен как поселок Краснослободского уезда из 49 дворов. Назван по фамилии первопоселенцев Бочиных из села Пурдошки.

## Население
Постоянное население составляло 54 человек (русские 94%) в 2002 году, 23 в 2010 году .